# Măgura (gmina Galda de Jos)
Măgura – wieś w Rumunii, w okręgu Alba, w gminie Galda de Jos. W 2011 roku liczyła 20 mieszkańców.